# Храм Трёх Святителей Московских (Медведево)
Храм Трёх Святи́телей Моско́вских (Трёхсвятительский храм) — православный храм в селе Медведево Челябинской области. Относится к Челябинской епархии Русской Православной Церкви.

## История
В 1881 году в Святейший Синод поступило прошение от казаков посёлка Медведевского Троицкого уезда с просьбой о разрешении построить церковь. В августе 1883 года Оренбургская духовная консистория дала письменное разрешение на строительство храма. Строительные работы заняли около 10 лет. 16 (28) сентября 1893 года состоялось освящение храма в честь святителей Петра, Алексия, Ионы, митрополитов Московских, и храм стали называть Трёхсвятительским.
В 1934 году храм был закрыт, а священников отправили в ссылку в Тобольск.
В 1947 году по просьбе прихожан, священников и монахинь храм был вновь открыт. Церковь была отремонтирована.
В 1962 году во время хрущёвских гонений на Церковь храм вновь закрыли.
В настоящее время храм является действующим. При храме находится крестильня с баптистерием.

## Святыни
Чтимые иконы:
- Тихвинская икона Божией Матери
- Икона Божией Матери «Неупиваемая Чаша»
- Икона Собора Святителей Московских

Иконы с частицами мощей :
- преподобного Далмата Исетского
- святого Спиридона Тримифунтского

Святые источники:
- Источник с купальней в честь Симеона Верхотурского
- Источник в честь Тихвинской иконы Божией Матери

## Расположение
До храма можно добраться:

— по железной дороге (Златоустовское направление) от станции Челябинск до станции Бишкиль, от неё 20 минут ходьбы до села Медведево. 

— на автобусе с Челябинского автовокзала или автостанции у Медицинского городка до Тимирязево (Златоустовское направление), далее либо пешком около двух с половиной километров, либо на такси (общественный транспорт из Тимирязево до Медведево не ходит). 

— на машине по Уфимскому автомобильному тракту до автомобильной развязки (около 43 км от Челябинска), где повернуть направо на Бишкиль. От поворота с трассы до села Медведево два с половиной километра.